# Levitova vila
Levitova vila je sídelní vila v Plzni, v městské části Letná, která byla postavena v roce 1905 podle návrhu stavební firmy bratří Pašků v novogotickém slohu na adrese Republikánská 2, pro zdejšího podnikatele a majitele továrny na výrobu kovového zboží Leopolda Levita. Vila byla postavena jako součást továrního areálu. Objekt není památkově chráněn. 

## Historie
Výstavbu vily zadal roku 1904 plzeňský továrník židovského původu Leopold Levit jakožto zhotovení rodinného domu, přímo v areálu nově vybudovaného areálu továrny na výrobu železných drátů, šroubů a nýtů Eisner & Levit v Lobzích na předměstí Plzně u břehů Úslavy nedaleko hlavního nádraží, kterou vlastnil spolu s podnikatelem Adolfem Eisnerem. Návrh objektu a výstavbu vily provedla plzeňská firma bratří Josefa a Václava Pašků. Budova pak sloužila jako rodinné sídlo Levitových. Firma s přilehlou továrnou před první světovou válkou zaměstnávala na sto dělníků.
V letech 1933 až 1934 prošla vila z Leviotvy iniciativy modernizační přestavbou podle návrhu architekta židovského původu Leo Meisla a provedená stavební firmou Karla Krůty. Posléze stavbu obýval a dále rekonstruoval dědic rodinného podniku Karel Levit.
Do historie budovy dále zasáhly události druhé světové války, po únoru 1948 a nastolení komunistického režimu v Československu byl dům spolu s továrnou posléze znárodněn. Budova následně sloužila především k administrativním účelům přilehlého továrního areálu, po roce 2009 také krátce sloužil jako ubytovna.

## Architektura stavby

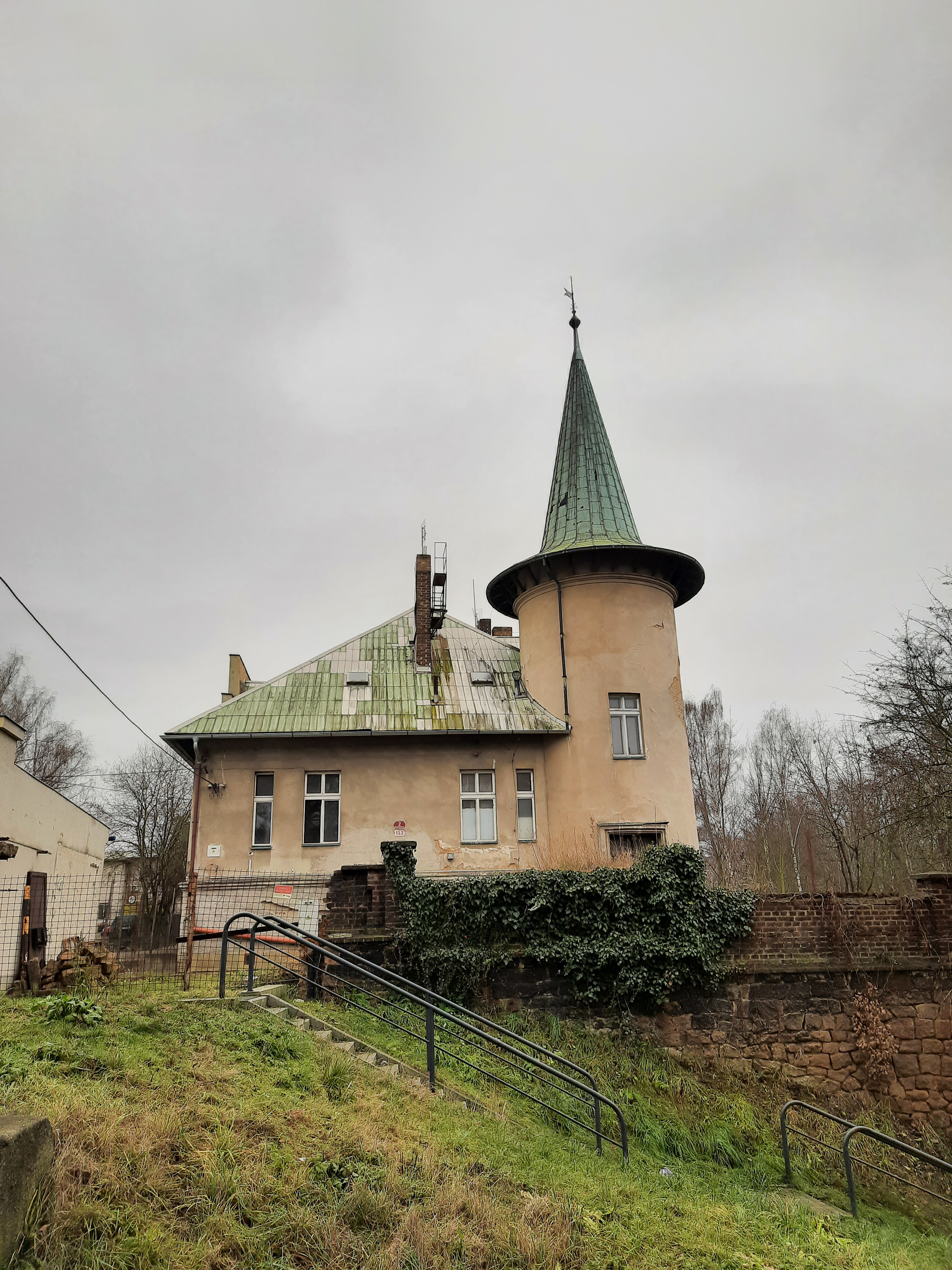
Pohled na vilu z Republikánské ulice

Vila je dvoupodlažní volně stojící budova se sedlovou střechou, částečně kompenzující prudký svah k Úslavě při její západní stěně. Stavbě dominuje věž sloužící jako vinuté schodiště zakončená ostrou jehlanovou střechou. Pojetím věže a terasovitě zakončeného štítu připomínajícího hrad či zámek vykazuje historizující prvky novogotického slohu. Původní štuková výzdoba, včetně západního štítu, byla, dílem přestaveb ve 30. letech 20. století, dílem necitelnou stavební údržbou stavby z 2. poloviny 20. století, odstraněna. Původní součástí pozemku stavby byla rovněž zahrada s ohradním plotem.